# Check-out-Couponing
Das Check-out-Couponing ist ein seit 1983 in den USA eingeführtes und seit 2003 auch in Deutschland anzutreffendes Marketinginstrument, das als Variante des Couponing eine individuelle Ausgabe von Kupons (Rabattcoupons) im Konsumgüterbereich ermöglicht. Die Ausgabe der Coupons erfolgt dabei direkt am Kassensystem oder an anderen POS-Geräten, teils auch als Aufdruck auf dem Kassenbon.
Kernpunkt des kassenbezogenen Couponings ist eine automatisierte und in Abhängigkeit vom individuellen Kaufverhalten des Verbrauchers erfolgende Erstellung von Coupons, die einen Preisnachlass (Rabatt) auf bestimmte Produkte im jeweiligen Super- oder Verbrauchermarkt gewähren. Dazu analysiert das Check-out-Couponing-System am Ende des Kaufvorgangs den Kassenbon für den jeweiligen Warenkorb. Falls eine Kundenkarte vorliegt, können dabei auch die vergangenen Einkäufe des Kunden einfließen. Bei einer Übereinstimmung mit den programmierten Ausgabebedingungen werden ein oder mehrere auf die Einkäufe des Kunden abgestimmte Coupons gedruckt.
Bei den Konsumgüterherstellern geht es beim Einsatz von Check-out-Couponing im Handel hauptsächlich darum, neue Käufer zu erreichen, den Verbraucher zum Wechsel zu animieren oder den Kauf zu steigern. Teilweise wird dieses Marketinginstrument auch unterstützend bei der Einführung von neuen Produkten eingesetzt. Die Handelsketten sind außerdem daran interessiert, den Kunden zu wiederholten Einkäufen in der Filiale zu animieren.
Das heute übliche Check-out-Couponing wurde 1983 von der US-amerikanischen Catalina Marketing Corporation in den USA eingeführt und in der Folge auch in mehreren europäischen Ländern eingesetzt, in Deutschland seit 2003. Inzwischen sind weitere Anbieter wie auch Dienstleister für kassenbezogenes Couponing auf dem deutschen Markt für Warenwirtschaftssysteme anzutreffen. Daneben existieren auch eigene und hauptsächlich zur Eigenvermarktung benutzte Implementierungen bei verschiedenen Handelsketten, wie zum Beispiel bei Aral, dm-drogerie markt und Drogeriemarkt Müller.